# باروئری
باروئری (به پرتغالی: Barueri) یک منطقهٔ مسکونی در برزیل است که در ایالت سائو پائولو واقع شده‌است. باروئری ۶۵٫۷۰۵ کیلومتر مربع مساحت و ۲۶۲٬۲۷۵ نفر جمعیت دارد و ۷۱۹ متر بالاتر از سطح دریا واقع شده‌است.

## خواهرخوانده
شهر Berilo خواهرخواندهٔ باروئری هست.